# Iznasen
L'Iznasen és una llengua amaziga del grup de les llengües zenetes. És parlat a l'extrem nord-oriental del Marroc per la confederació tribal dels At Iznasen i la tribu rifenya veïna dels Ikebdanen. Es tracta d'una àrea pròxima al rifeny i a les parles amazigues d'Algèria occidental.
Es distingeix dels altres dialectes rifenys per un caràcter menys acusat de les evolucions fonètiques, proper als parlars zenetes de l'Oriental.
El rifeny oriental és considerat una llengua amenaçada per la Unesco.